# الدوري الأفغاني لكرة القدم 2015
الدوري الأفغاني لكرة القدم 2015 هو موسم من الدوري الأفغاني لكرة القدم. فاز فيه نادي بازان سبين غر.